# Gephyromantis blanci
A Gephyromantis blanci   a kétéltűek (Amphibia) osztályába és  a békák (Anura) rendjébe aranybékafélék (Mantellidae) családjába tartozó faj. 

## Előfordulása
Madagaszkár endemikus faja. A sziget délkeleti részén, az Andringitra hegységtől az Anosyan hegyvonulatig 800–1500 m-es tengerszint feletti magasságban honos.

## Nevének eredete
Nevét Charles Pierre Blanc francia herpetológus tiszteletére kapta.

## Megjelenése
Kis méretű Gephyromantis faj. A hímek testhossza 21–23 mm. Hátán két hosszanti bőrredő húzódik. Színe túlnyomóan világosbarna. Felső ajka mentén folyamatos világos csík húzódik. Mellső lába úszóhártya nélküli, hátsón kezdetleges úszóhártya található.

## Természetvédelmi helyzete
A vörös lista a mérsékelten fenyegetett fajok között tartja nyilván. Két védett területen belül is előfordul: a Ranomafana Nemzeti Parkban és az Andringitra Nemzeti Parkban. Élőhelyének elvesztése fenyegeti a mezőgazdaság, a fakitermelés, a szénégetés, az invázív eukaliptuszfajok terjeszkedése, a legeltetés és a lakott területek növekedése következtében.